# Trifosfat de guanosina
El trifosfat de guanosina o GTP (Guanosine-5'-triphosphate, en anglès) és un nucleòtid de purina que actua com a metabòlit en importants vies catabòliques i anabòliques i que a més realitza altres funcions molt importants pel funcionament cel·lular com són la senyalització intracel·lular o la formació de microtúbuls. També pot actuar com a substrat per a la síntesi d'ARN durant la transcripció genètica.
És una molècula que es pot trobar al citoplasma, l'espai extracel·lular, la matriu mitocondrial i el nucli; i a nivell de teixits, la podem trobar a les neurones, la placenta, les plaquetes i els testicles.

## Estructura

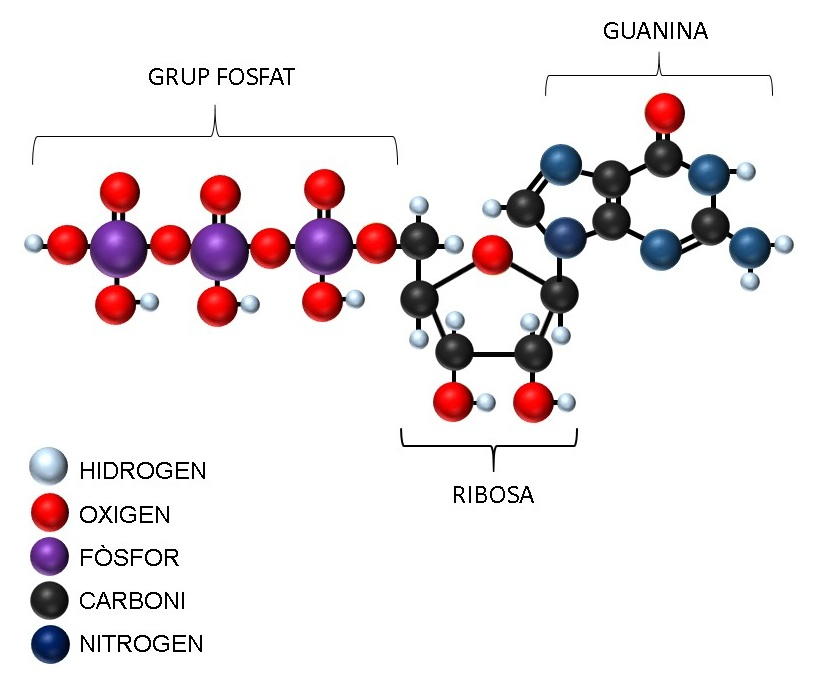
Estructura química del GTP

La guanina trifosfat és un nucleòtid d'alta energia. La seva estructura consta de tres grups fosfats units a un sucre pentagonal D-ribosa. Això s'estableix mitjançant un enllaç èster en el carboni 5' de la ribosa. A l'altre extrem, el GTP es troba amb la seva base nitrogenada, un anell heterocíclic de guanina que també està unida a la ribosa en el seu carboni 1' per un enllaç N-glicosídic.

## Biosíntesi

### Síntesi de novo de purineso salvament
La fosforibosilpirofosfat de glutamina amidotransferasa (PRPP) és el primer enzim compromès en la via de síntesi de novo de la purina. La disponibilitat de PRPP en els leucòcits es va trobar que era limitant per a la síntesi de purines. L’augment de la disponibilitat de PRPP com a resultat de l’activació de la sintetasa PRPP mitjançant l’augment de concentració de fosfat inorgànic causa l’acceleració de la síntesi de purines. La síntesi de novo de purines es basa en la formació de IMP, que pot futurament convertir-se en AMP o GMP. La HGPRT és un enzim del grup transferasa que catalitza el pas de guanina a guanina monofosfat.

### Fosforilacions de GMP a GTP
La cinasa de guanilat és l'enzim que catalitza la reacció de fosforilació del GMP: 
ATP + GMP ↔ ADP + GDP
La NDK s’ha conservat a través dels bacteris als éssers humans, s’encarrega de sintetitzar NTP a partir de NDP i ATP, tal com es descriu en apartats posteriors. La cinasa NDP pot transferir la gamma-fosfat d'ATP directament al GDP vinculat a proteïnes G. Aquesta fosforilació es va demostrar amb adenosina5'-(3-O-thio)trifosfat com a donant de fosfat i hi va haver una formació de guanosina5'-(3-o-thio)trifosfat lligat a una proteïna G.
En els bacteris per exemple, si la NDK interactua amb la proteïna citocinètica FtsZ (homòloga de la tubulina) pot convertir el GDP en GTP per desencadenar la polimerització d’aquesta. També pot ser que s’usi UTP, CTP o TTP per dur a terme la fosforilació de GDP i donar lloc a la polimerització de FtsZ.

### Biosíntesi en Escherichia coli
Els quatre gens implicats en la biosíntesi de GTP són els de la cinasa monofosfat de guanosina (gmk), la cinasa difosfat del nucleòsid (ndk), la sintetasa fosfat de guanosina (guaA) i la inosina-5 '-monofosfat deshidrogenasa (guaB). Això es coneix degut a que aquests gens es van coexpressar en un cultiu d’Escherichia coli recombinant i conseqüentment, van augmentar a la vegada la concentració intracel·lular de GTP (el doble de concentració) i  va millorar la producció de sepiapterina arribant al màxim de concentració possible. La sepiapterina (precursora de la tetrahidrobioprotenia) es produeix en els mamífers més grans utilitzant GTP com a intermediari biosintètic.

## Actuació metabòlica i funcions

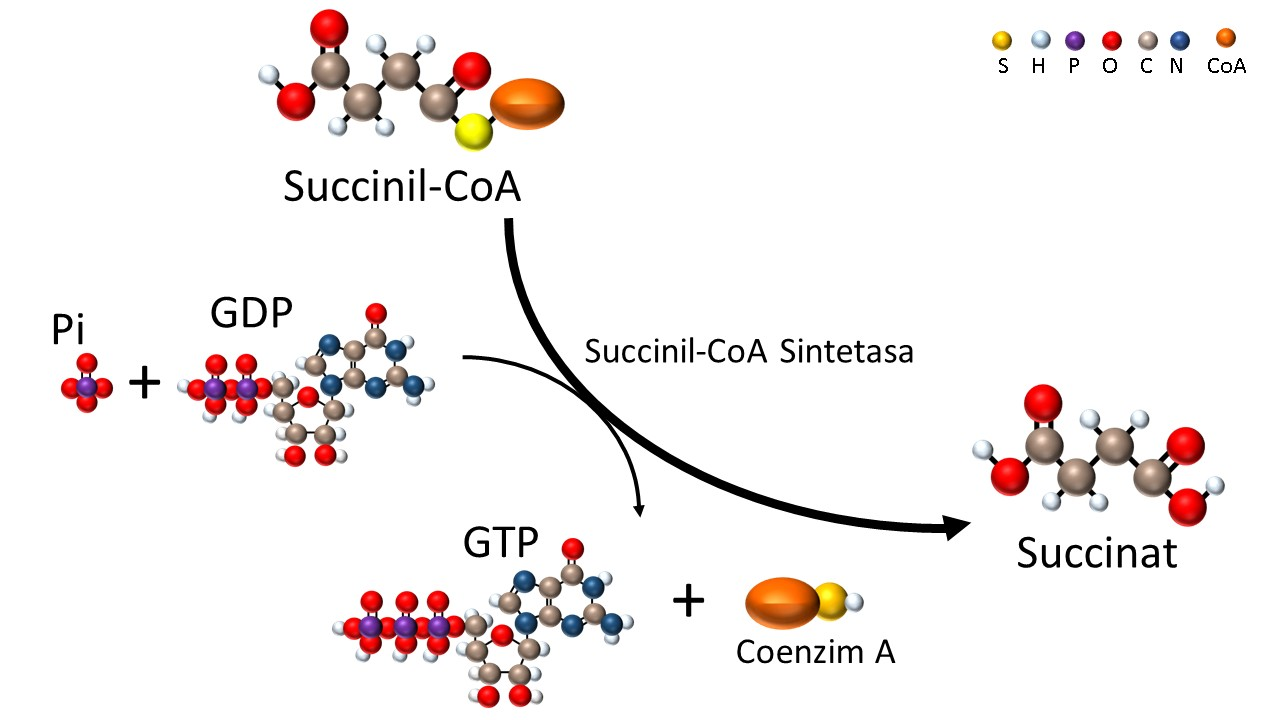
Participació del GTP en la cinquena reacció del cicle de Krebs.

### Cicle de krebs
Una de les funcions del GTP és intervenir en el cicle de Krebs. Concretament, és produït durant la cinquena reacció del cicle de Krebs, la qual és catalitzada per l'enzim succinyl-CoA sintetasa.
En aquesta cinquena reacció el que passa és que el grup fosfat interacciona amb el succinyl-CoA provocant l’alliberació del cofactor A; posteriorment, el grup fosfat que ha quedat unit a la molècula anterior és transferit al GDP per formar GTP, a la vegada que es forma el succinat (metabòlit del cicle de Krebs).
Un procés semblant dona lloc a la formació d'ATP, és per això que existeixen dos isoenzims de succinyl-CoA sintetasa cadascun específic per la formació d’ATP o GTP, de manera que en funció del tipus de teixit al que pertany la cèl·lula actuarà un o altre enzim. Hi haurà una elevada producció de GTP en aquells teixits que tenen un gran nombre de vies anabòliques (com és el cas del fetge).

### Funció mitocondrial

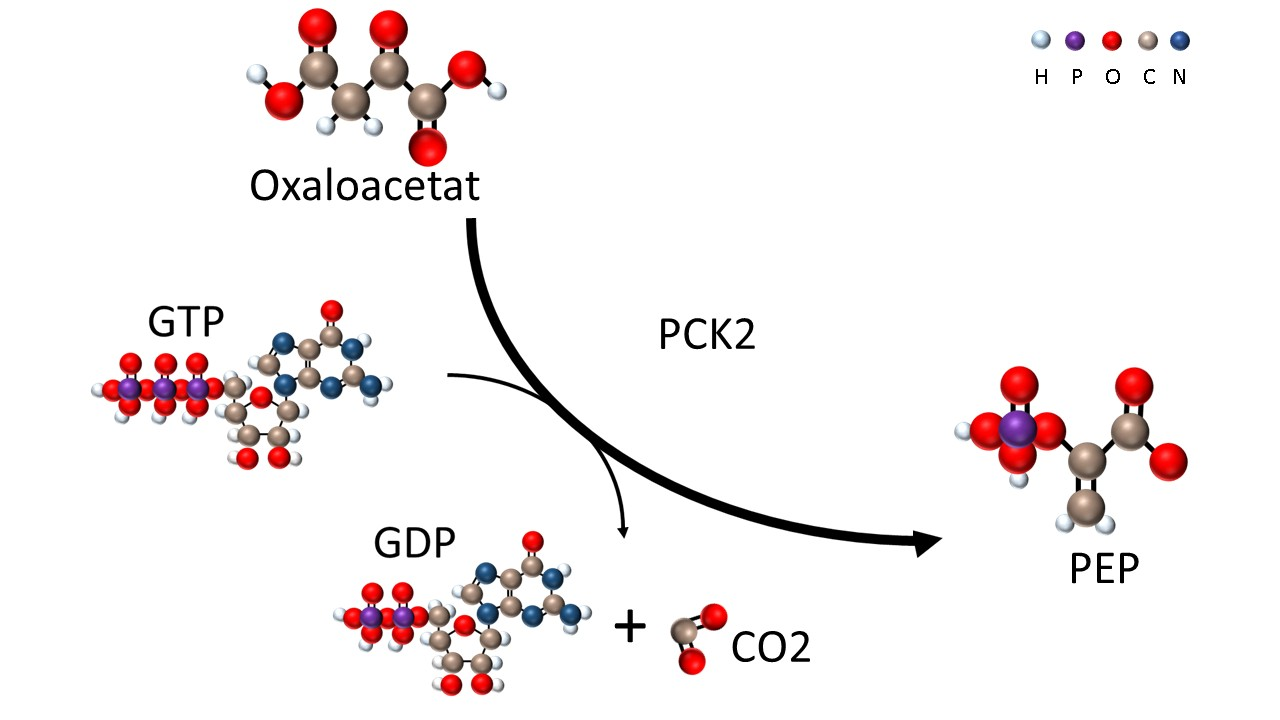
Funció mitocondrial del GTP.

Dins els mitocondris, el GTP format generalment a partir del cicle de Krebs és utilitzat en la producció de PEP. Concretament, el GTP a través de l'enzim PCK2 cedeix un grup fosfat a l'oxaloacetat provinent del piruvat, aquest oxaloacetat és llavors transformat en PEP, el qual és un metabòlit de la gluconeogènesi que abandonarà la matriu mitocondrial per continuar amb aquest procés, formar de nou piruvat o bé generar una senyal per a l’alliberació d’insulina.
Una altra opció plantejada per alguns estudis sobre la finalitat del PEP generat al mitocondris és la producció de GTP citosòlic en condicions de no gluconeogènesi a través de la reacció inversa a la producció de PEP, la qual en el citosol seria catalitzada per l'enzim PCK1.

### Transducció de senyals i senyalització intracel·lular
El Premi Nobel de Fisiologia o Medicina del 1994, va ser atorgat a Alfred G. Gilman i Martin Rodbell pels seus estudis sobre el rol de les proteïnes de unió al GTP o proteïnes G (GTP-binding proteins o G proteins, en anglès) en la transferència de senyals a l’interior de les cèl·lules, on es va destacar el paper del GTP com a segon missatger en aquesta transducció.
Les proteïnes G són proteïnes especialitzades amb l'habilitat d'unir-se a GTP i GDPs. Al seu torn, els receptors acoblats a la proteïna G (G-protein-coupled receptors o GPCRs, en anglès), els quals són un dels tipus més grans, d'ambdós, receptors de membrana en eucariotes i de dianes terapèutiques, interactuen amb proteïnes G de la membrana plasmàtica. Aquesta transducció de senyals comença amb un canvi conformacional de la GPCR, que es tradueix en la interacció entre aquesta i la seva corresponent proteïna G heterotrimèrica (α, β i Υ), i finalment en la conversió de GDP a GTP - és a dir, al seu estat activat-. En aquesta situació, les subunitats beta i gamma es dissocien i separen de la GPCR per promoure cascades de senyalització, encara que quedin ancorades a la membrana plasmàtica.
Durant aquest estat d'activació, i sempre i quan el GDP no substitueixi el GTP, el complex proteic G pot retransmetre missatges en la cèl·lula interactuant amb altres proteïnes de membrana involucrades en la transducció de senyals. Alguns dels missatges que es retransmeten tenen a veure amb energia lluminosa, pèptids, lípids, sucres i proteïnes, els quals informen a la cèl·lula sobre la seva presència o absència a l'ambient, així com informació provinent d'altres cèl·lules.
Les importants evidències que suporten aquest esquema venen d'estudis amb una molècula anàloga del GTP, no hidrolitzable, anomenada GMPPNP, en la qual un P-NH-P reemplaça l'enllaç terminal fosfodièster en el GTP.

#### Activació i desactivació mitjançant la GTPasa
Cal destacar que les GTPases (membres de la família Ras) regulen diverses funcions cel·lulars a través del cicle químic d’unió i d’hidròlisi de molècules GTP. Tenen un paper crucial en la regulació de molts processos biològics i sovint són descrits com interruptors moleculars. S’alternen les conformacions lligades al GTP i al GDP. La conformació lligada al GTP és biològicament activa i promou les funcions cel·lulars com ara la transducció de senyals o la síntesi o translocació de proteïnes. La hidròlisi del GTP desactiva l’interrupor de la GTPasa i el transforma en la conformació inactiva lligada al GDP. La GTP-asa 1 (hGBP1) és capaç d’hidrolitzar el GTP fins i tot a GMP.
La reacció es pot resumir en: GTP+H₂0→GDP+Pi
 Entre els factors de traducció es poden trobar múltiples proteïnes d'unió GTP o proteïnes G, el funcionament de les quals va acompanyat de la hidròlisi de GTP a GDP. Durant la traducció, aquestes reaccions es poden fer utilitzant la histidina, que augmenta la velocitat considerablement, amb relació a si només es produeixen a través de l’hidròlisi espontània de l’aigua, on tenen una energia d’activació molt major.
A més a més, hi ha dues classes de proteïnes de senyalització que activen l'activitat de les proteïnes Ras i, per tant, de les GTPases: (1) els factors d'intercanvi de nucleòtids de guanina (Guanine nucleotide exchange factors o GEFs, en anglès) i (2) les proteïnes d'activació de les GTPases (GTPase-activating proteins o GAPs, en anglès). Els GEFs promouen l'intercanvi de nucleòtids units estimulant la dissociació de GDP i la posterior captació de GTP de l'exterior, per tant activant Ras. D'altra banda, les GAPs incrementen la taxa d'hidròlisi de les GPT unides per Ras, per tant inactivant Ras.
Les formes mutades hiperactivades de Ras són resistents a les GTPases mediades per les GAPs, per la qual cosa es promou el desenvolupament del càncer.

### Regulació i conversió a ATP: cinasa nucleòsid difosfat
La proteïna cinasa nucleòsid difosfat (Nucleoside-diphosphate kinase o NDK, en anglès) és un enzim que duu a terme conversions reversibles des de nucleòsid difosfat (NDP) fins a nucleòsid trifosfat (NTP), i des de desoxinucleòsid difosfat (dNDP) fins a desoxinucleòsid trifosfat (dNTP). Els nucleòtids de guanosina (GDP, GTP, dGDP i dGTP) són susceptibles al dany oxidatiu, i s'ha vist que la transducció de senyals en la qual participa la NDK catalitza la fosforalització o defosforalització entre els diferents nucleòtids guanosina, per tal d'evitar que aquests que estan danyats s'incorporin als àcids nucleics. Aquesta és una implicació que regula la integritat química del conjunt de nucleòtids i la seva homeòstasi i, per tant, l'estabilitat genòmica.
La cinasa nucleòsid difosfat mitocondrial (Mithocondrial nucleoside diphosphate kinase o NDPK, en anglès) representa una cinasa mitocondrial essencial per l'homeòstasi cel·lular, de tal manera que intervé en diversos processos de bioenergètica i senyalització de fosfolípids. Moltes més funcions han sigut proposades per aquesta cinasa. De fet, en la matriu mitocondiral, es va suggerir que la NDPK es veia associada al cicle de Krebs en la síntesi d'ATP a partir del GTP proporcionat a través de la tioquiansa succinil, o alrevés, per tal de proporcionar el GTP per al catabolisme dels àcids grassos de la cadena curta.

### Formació de microtúbuls

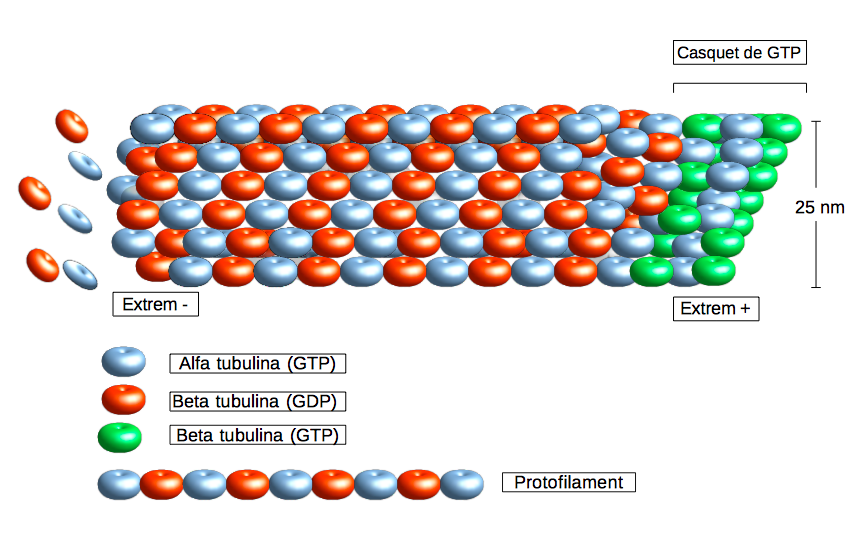
Polimerització i despolimerització d'un microtúbul. En aquesta imatge es pot veure a més que els dímers de tubulina estan formats per una beta-tubulina i una alfa-tubulina, i que és la GTP de la beta tubulina la que s'hidrolitza en el front d'hidròlisi.

S'ha vist que la NDPK també utilitza ATP per fosforilar GDP lligat a una tubulina i formar dímers de tubulina unides cadascuna a una molècula de GTP. Aquests dímers de tubulina formen els microtúbuls del citoesquelet mitjançant la seva unió a l'extrem positiu del microtúbul. Temps després de la unió del dímer al microtúbul, una de les dues molècules de GTP és hidrolitzada a GDP.
El creixement del microtúbul es mantindrà sempre que hi hagi dímers-GTP-GTP estables a l'extrem positiu del microtúbul, de manera que es forma un casquet de tubulina unida a GTP. En canvi, si la velocitat a la que s’hidrolitzen els GTPs en el front d’hidròlisi (zona situada en l'extrem negatiu del microtúbul) és major que la velocitat d’unió dels nous dímers, el microtúbul decreixerà a través d’una despolimerització massiva.
En resum, un microtúbul es polimeritza quan l'extrem positiu està compost per dímers-GTP-GTP i es despolimeritza quan aquest extrem està format per dímers-GTP-GDP i, per tant, es conclou que a través de la seva hidròlisi la GTP intervé en la formació dels microtúbuls.
La FtsZ és una proteïna homòloga a la tubulina que es troba en l’Escherichia coli i que és necessària per a la seva divisió cel·lular; aquesta proteïna, a l’igual que la tubulina, també requereix de GTP per a la seva polimerització.

### Actuació metabòlica en procariotes
El primer pas de la traducció de l'ARN procariòtic requereix almenys 3 proteïnes conegudes com a factors d'iniciació IF1,1 IF2, IF3 i una molècula GTP complexa, a més de fMet-tRNAf Met. La iniciació ràpida i precisa de la síntesi de proteïnes bacterianes está impulsada pels canvis de conformació en la IF2, induïts per l’intercanvi GDP-GTP i la hidròlisi GTP. La unió de Met-tRNA als ribosomes està mediada per una proteïna d'unió-GTP tant en procariotes com en eucariotes, sent l'estructura del factor molt més complexa en eucariotes. Recentment s'ha descobert que és essencial la hidròlisi de la GTP per al reciclatge d'IF2.
També sabem que la ciclohidrolasa-I (GCYH-I) de guanosina trifosfat (GTP) catalitza el primer pas en la biosíntesi d’àcid fòlic en bacteris i plantes i l'arqueosíntesi de 7-deazaguanosina modificada per nucleòsids d’ARNt en bacteris i arqueus.

## Aplicacions biològiques i mèdiques

### Orientació de l'axó
En la recerca dels gens necessaris per a l'establiment de connectivitat neuronal en la mosca, identifiquem el gen borgonya (bur) com essencial en l'orientació de l'eix fotoreceptor. El gen bur codifica l'única GMP-sintetasa de la Drosophila que catalitza la reacció final de síntesi de novo GMP. La pèrdua de bur provoca defectes greus en la fasciculació axonal, la retinotopia i la morfologia del con de creixement, però no afecta la diferenciació del fotoreceptor ni el patró de la retina. Defectes similars es van observar quan el gen gerd (ras), codificant per a la inosina deshidrogenasa monofosfat catalitzant la conversió de IMP a XMP en síntesi GMP de novo, va ser mutat. D'aquesta manera, es proporcionà evidència in vivo per donar suport a un paper essencial i específic per a la síntesi de novo de nucleòtids de guanina en l'orientació de l'axó.

### Inhibició de la formació de GTP com a tractament de malalties fúngiques
El Cryptococcus neoformans és un fong que causa la meningoencefalitis fúngica mortal, medicaments antimicòtics actualment disponibles que s'utilitzen per combatre aquesta infecció són limitats per la seva alta resistència. La biosíntesi de GTP és fonamental per a la disseminació criptocòccica i la supervivència, per tant, s'ha destinat com un nou objectiu farmacològic que dona com a resultat un creixement lent i defectes del factor de virulència.
La IMP Deshidrogenasa realitza el primer pas limitant de la velocitat en la biosíntesi de novo de GTP. Inhibir o eliminar la IMP deshidrogenasa, és extremadament eficaç per debilitar Cryptococcus com patogen. Entre les IMPDH microbianes i humanes hi ha diferències estructurals i funcionals significatives, de manera que es poden crear inhibidors específics en noves teràpies.
En investigacions in vivo, una soca es va veure sotmesa a mitjans mínims amb mancances de guanina i es va veure greument compromesa la seva virulència. D'altra banda, en una segona soca es va induir una mutació en l'enzim IMP deshidrogenasa i malgrat addició de guanina al mig, va exhibir un creixement lent i el fenotip no va poder ser restaurat, va aconseguir una densitat cel·lular final molt menor (un terç de la seva densitat original), va mostrar una càpsula significativament més petita (un quart de la seva mida original) i va demostrar una producció reduïda de melanina.
En Candida albicans i Aspergillus fumigatus una alteració en els gens de biosíntesi de GTP condueix a una avirulencia completa en models de mamífers. En Cryptococcus defectes de creixement generals i l'expressió alterada del factor de virulència in vivo.

### Desregulació en vies/cascades de senyalització de GPCR i patologies
Els GPCRs, els quals responen a una gran varietat de senyals externes i que, per tant, tenen diverses funcions en el cos humà, en veure's alterats mitjançant processos defectuosos de senyalització, com pot ser la sobreactivació o infractivació de les proteïnes G - en la qual intervenen el GTP i la GTPasa, entre d'altres-, o bé per mutació, poden provocar malalties.
Per una banda, alguns microorganismes causants de malalties alliberen toxines que interrompen la senyalització per GPCRs, la qual cosa provoca malalties com la tosferina, el botulisme i el còlera .
D'altra banda, els GPCRs òrfans o aquells que no tenen un lligand conegut, representen una significant font de potencial terapèutic pel tractament de la diabetis. Per exemple, en el treball de Kolar G. i companyia s'ha identificat el GPR146 com el receptor del pèptid C proinsulina, la qual cosa pot representar un tractament efectiu per complicacions associades a la diabetis.
A més, els GPCRs es veuen regulats per proteïnes reguladores de la senyalització de proteïnes G (RGS), i han sigut descrits com a nodes en les cascades de GPCR que poden ser dianes terapèutiques amb molècules petites per tal de sintetitzar els processos de senyalització, i tractar patologies neurològiques o canceroses.
De fet, la investigació basada en el tractament per a problemes neurològics és bàsix, ja que regulen la majoria dels processos neurobiològics que deriven en trastorns cerebrals. Molts poliformismes genètics en humans afectant aquests receptors, els quals treballen conjuntament amb el GTP, han estat associats a diferents components del trastorn per consum d'alcohol (Alcohol Use Disorder o AUD, en anglès).

### El GTP en el càncer
Les cèl·lules canceroses tenen una alta taxa biosintètica que els ajuda en la seva proliferació tumoral i la seva disseminació, per tant, molts càncers estan associats amb nivells elevats de ribosoma i ARNt. En aquestes cèl·lules, la seva concentració de GTP és gairebé el doble a comparació de les cèl·lules sanes, relacionat a un augment en els nivells de l'enzim IMP deshidrogenasa, encarregada a la biosíntesi de ribonucleòtids de guanina i la transcripció d'ARN polimerasa I i III promovent l'anabolisme del GTP i un engrandiment nucleolar.
La molècula de trifosfat de guanosina, a més de prendre un paper de subministrament energètic, impulsa la formació de proteïnes conjunt amb els ribosomes, inclosa la seva proliferació, activació i diferenciació. El GTP és un potencial inhibidor de l'apoptosi de manera que la cèl·lula utilitza aquesta maquinària per a una divisió cel·lular en excés.
Aquesta relació entre el GTP i la propagació del càncer ha fet que les investigacions se centrin en nous tractaments fent un enfocament en aquesta via que detindrien el creixement de tumors malignes al delimitar el subministrament d'energia en els seus nuclis. Estudis en ratolins amb glioblastomes van trobar que la inhibició de vies que usaven la hidròlisi del GTP aconseguien prolongar la seva supervivència.